# Wallace Rowling
Wallace Edward Rowling, född 15 november 1927 i Motueka, Nya Zeeland, död 31 oktober 1995, var en nyzeeländsk politiker.

## Biografi
Rowling föddes i en förort till Mariri gränsande till staden Motueka, nära Nelson. Han var medlem av en sedan länge etablerad jordbrukarfamilj. Han utbildades på Nelson College och University of Canterbury, där han tog en examen i nationalekonomi. Han studerade också vid Christchurch College of Education (för närvarande, University of Canterbury) och fick behörighet som lärare. 
Efter att ha avslutat sin utbildning, undervisade Rowling vid flera skolor runt om i landet, bland annat i Motueka, Christchurch, Waverley och i Northland. År 1958, lämnade han undervisningen och anslöt sig till Nya Zeelands armé och blev biträdande ledare för arménutbildningen. Han tjänstgjorde en kort tid utomlands i Malaysia och Singapore, en utplacering i samband med Malaysiakatastrofen.
Efter att ha lämnat politiken, var Rowling till ambassadör i USA från 1985 till 1988. Han hade den positionen när frågan om kärnvapen och ANZUS blossade upp mellan USA och Nya Zeeland, och han reste över hela landet för att förklara denna politik.
Senare, när han återvände till Nya Zeeland, blev Rowling blev mycket involverad i ett antal samhällsorganisationer och stiftelser. Han spelade också en framträdande roll vid Museum of New Zealand, och anses ha varit den "drivande kraften" bakom ett slutliga införande av Te Papa.

## Politiskt arbete
I 1960 års val, valdes Rowling som Labourpartiets parlamentskandidat för Fendaltonväljarna i Christchurch, men besegrades av National Partys Harry Lake (som utsågs till finansminister i den nya nationella regeringen). Två år senare, segrade Rowling i ett fyllnadsval för Buller, som hade orsakats av framstående labourledamotet Jerry Skinners död. Rowling höll denna plats till valet 1972, när platsen drogs in. Han fortsatte sedan på en ny plats för Tasman.
När Labourpartiet vann makten under Norman Kirk i valet 1972 valet, blev Rowling utnämnd till finansminister. Detta kan ses som en stor framgång för någon utan tidigare ministererfarenhet.
När Norman Kirk oväntat avled 1974, tjänstgjorde Hugh Watt som tillförordnad premiärminister i flera dagar medan Labourpartiet valde en ny ledare. Rowling, som var Kirks ställföreträdare, valdes till ny ledare. Han tillträdde som partiledare och premiärminister den 6 september 1974 och fortsatte även som finansminister. Han fick också överta Kirks parlamentsplats för Sydenham men valde att stanna kvar för sina hemmaväljarna i Tasman.
Valet 1975 var ett stort nederlag för Labourpartiet. Labours valkampanj sågs som elitistisk, vilket allmänt anses ha slagit tillbaka mot Rowling. Under slutet av 1970-talet, nedvärderade Rowling politiken kring Maorifrågorna vilket ledde till att Matiu Rata bildade sitt eget parti, Mana Motuhake, en föregångare till Māoripartiet.
Rowling lyckades dock behålla partiledningen, och gradvis förbättra allmänhetens uppfattning om honom. I valen 1978 och 1981, säkrade Labour fler röster än National Party, men misslyckades med att få en majoritet i parlamentet.

## Hedersbetygelser
Rowling fick bland annat utnämning till kommendör av Order of St Michael and St George vid Drottning Elizabeth II:s födelsedagsfirande 1983. Han blev hedersdoktor vid University of Canterbury 1987 och han var också kommendör av Nederländska Orde van Oranje - Nassau.